# Xiang Kun
Wang Xiangkun (王象坤S, Wáng XiàngkūnP; dicembre 1915 – Pechino, 15 febbraio 2009) è stato un attore cinese, meglio noto come Xiang Kun (项堃S, Xiàng KūnP).
In occasione del centenario della nascita dell'industria cinematografica in Cina nel 2005, la China Film Performance Art Academy lo ha inserito nella lista dei "100 migliori attori in 100 anni di cinema cinese".